# Wassili Borissowitsch Liwanow

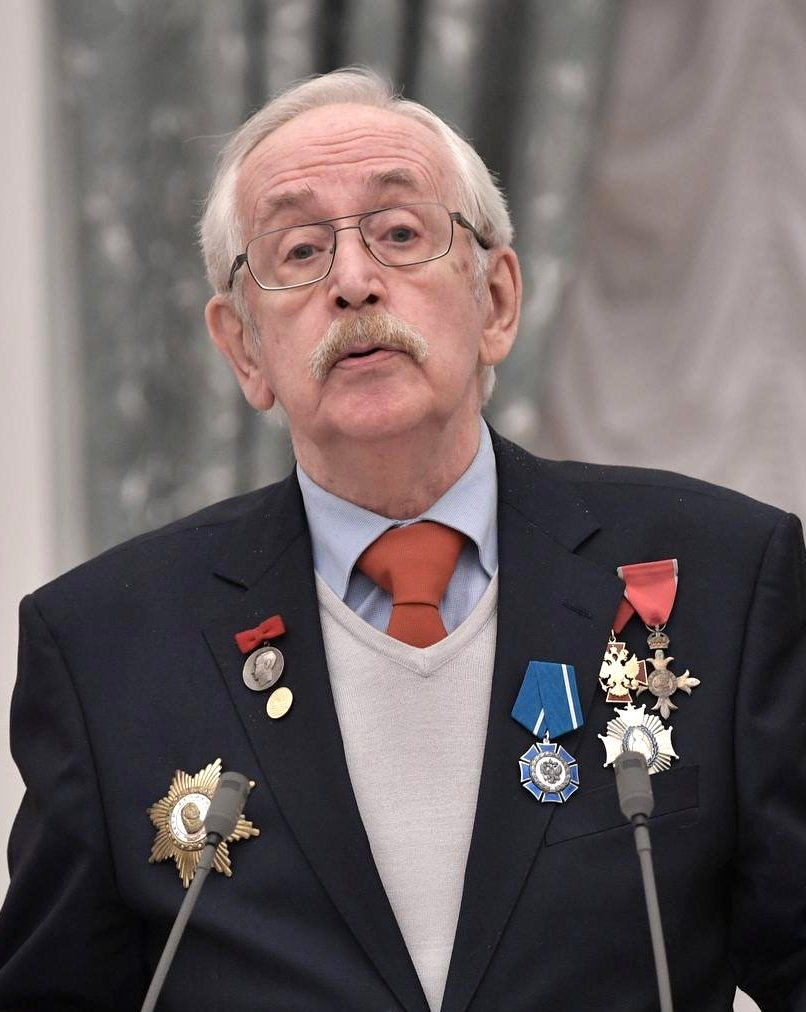
Wassili Liwanow (2017)

Wassili Borissowitsch Liwanow, OBE (russisch Василий Борисович Ливанов, wiss. Transliteration Vasilij Borisovič Livanov; * 19. Juli 1935 in Moskau, Sowjetunion) ist ein sowjetisch-russischer Schauspieler, Autor und Regisseur. 1981 wurde er zum Verdienten Künstler der RSFSR und 1988 zum Volkskünstler der RSFSR ernannt.

## Leben
Wassili Liwanow entstammt einer russischen Schauspielerfamilie. Sein Großvater Nikolai Alexandrowitsch Liwanow (1874–1949) war ein renommierter Theaterdarsteller, sein Vater Boris Liwanow (russisch Борис Николаевич Ливанов) war ein gefeierter und beliebter Darsteller im Moskauer Künstlertheater und seine Mutter Jewgenia Liwanowa (russisch Евгения Казимировна Ливанова) war ebenfalls als Schauspielerin tätig.
1954 absolvierte er die mittlere Kunstschule an der Akademie der Künste der UdSSR und besuchte anschließend bis 1958 die Schtschukin-Theaterhochschule in seiner Heimatstadt Moskau. 1960 gehörte er zum Ensemble des Zentralen Studios der Filmschauspieler an, drehte aber gleichzeitig seinen ersten Film Ein Brief, der nie ankam (Neotprawlennoje pismo, russisch Неотправленное письмо).
Nach diversen Film- und Fernsehproduktionen verkörperte er 1968, unter der Regie von Konrad Wolf, den Hauptmann Wadim Geiman im DEFA-Antikriegsfilm Ich war neunzehn, für den Liwanow 1969 den Heinrich-Greif-Preis der DDR erhielt. Mitte der 1960er-Jahre versuchte er sich auch als Regisseur und Autor, nachdem er an der Filmhochschule in Moskau studiert hatte. Er realisierte mehrere Trickfilme und schrieb als Autor eine Reihe von Kinderbüchern und Märchen.
Besondere Bekanntheit erlangte Liwanow durch seine Verkörperung des Sherlock Holmes in den sowjetischen Verfilmungen der Romane von Sir Arthur Conan Doyle Ende der Siebziger bis Mitte der achtziger Jahre. Diese Verfilmungen zeichnen sich durch eine besonders authentische Wiedergabe der Zeit um die Wende des 19. zum 20. Jahrhundert aus, sowie ausgezeichnete schauspielerische Leistungen der beiden Hauptdarsteller Liwanow und Witali Mefodjewitsch Solomin (Dr. Watson). Vor allem aufgrund dieser Leistung wurde Liwanow im Jahre 2006 von der britischen Königin mit dem Order of the British Empire ausgezeichnet. Außerdem wurde Liwanow dadurch bekannt, dass er zu den Darstellern gehörte, die das Krokodil Gena in den sehr bekannten sowjetischen Trickfilmen um die Figur Tscheburaschka sprachen.

## Filmografie (Auswahl)
- 1959: Ein Brief, der nie ankam (Неотправленное письмо)
- 1960/62: Auferstehung (Воскресение)
- 1962: Der blinde Musikant (Slepoy muzykant)
- 1963: Das blaue Heft (Sinyaya tetrad)
- 1963: Die Bewährung (Kollegi)
- 1964: Veronikas Rückkehr (Vozvrashcheniye Veroniki)
- 1966: Grünes Licht (Zelyonyy ogonyok)
- 1968: Ich war neunzehn
- 1970: Waterloo
- 1975: Traum vom fernen Glück (Zvezda plenitelnogo schastya)
- 1976: Leben und Tod des Ferdinand Luce (Zhizn i smert Ferdinanda Lyusa)
- 1978: Jaroslawna, Königin von Frankreich (Yaroslavna, koroleva Frantsii)
- 1980: Sherlock Holmes und Dr. Watson (Scherlok Cholms i doktor Watson)
- 1980: Die Abenteuer von Sherlock Holmes und Dr. Watson (Prikljutschenija Scherloka Cholmsa i doktora Watsona)
- 1981: Der Hund von Baskerville (Priklyucheniya Sherloka Kholmsa i doktora Vatsona: Sobaka Baskerviley)
- 1981: Das Geheimnis des Dritten Planeten (Stimme)
- 1983: Wer klopft an meine Tür? (Kto stuchitsya v dver ko mne...)
- 1983: Der Schatz der Agra (Prikljutschenija Scherloka Cholmsa i doktora Watsona: Sokrowischtscha Agry)
- 1984: Mondscheinbogen (Lunnaya raduga)
- 1987: Sherlock Holmes im 20. Jahrhundert (Prikljutschenija Scherloka Cholmsa i doktora Watsona: Dwadzaty wek natschinajetsja)
- 1987: Ungewöhnliche Abenteuer von Karik und Walja (Neobyknovennyye priklyucheniya Karika i Vali)
- 1994: Okhota
- 2005: Master & Margarita (Master i Margarita)